# エターナル・フレイム
『エターナル・フレイム』（英: The Eternal Flame）はグレッグ・イーガンの小説。〈直交〉三部作（英: Orthogonal trilogy）の第二巻である。英語版は、2012年8月26日に Night Shade Books によって、2013年8月8日に Gollancz によって出版された。日本語版は2016年に早川書房によって出版された。翻訳者は山岸真と中村融。〈直交〉三部作の他の本は『クロックワーク・ロケット』と『アロウズ・オブ・タイム』である。

## 背景
この小説は2013年のローカス賞最優秀SF小説賞にノミネートされ、20位となった。